# Alberto Ramírez
Alberto Ramírez (Talara, 5 de novembro de 1968) é um treinador e ex-futebolista peruano que atuava como atacante.

## Carreira
Alberto Ramírez integrou a Seleção Peruana de Futebol na Copa América de 1995.